# Johann Georg Klemm
Johann Georg Klemm (* unsicher: 1666; † 1. Januar 1737 in Halle (Saale)) war ein deutscher Verleger.

## Leben und Wirken
Über Klemms Ausbildung und seine ersten Berufsjahre ist bisher nichts bekannt. Am 1. Juli 1729 erwarb er das Privileg zur Gründung einer Buchhandlung in Halle. Er betrieb dann am halleschen Marktplatz eine Sortimentsbuchhandlung und einen Verlag. Sein späterer Nachfolger, Carl Hermann Hemmerde, trat als Gehilfe in das Geschäft ein und heiratete am 4. Juni 1737 Johanne Regina Klemm, die Tochter seines Prinzipals. Klemm starb am 1. Januar 1737.
Johann Georg Klemm war der Gründer des Verlages C. A. Schwetschke & Sohn. Insgesamt verlegte er 19 Werke. So publizierte er z. B. die erste deutsche Übersetzung von François Fénelons Gespräche der Beredsamkeit (1734, mit einer Vorrede von Carl Heinrich Theune, einem Lehrer der Franckeschen Stiftungen)  und  Johann Lorenz Fleischers Institutiones juris naturae et gentium (1730, mit einer Autorenwidmung für den Prinzen  Leopold von Anhalt-Dessau).